# Mathias Iven
Mathias Iven (* 1960) ist ein deutscher Philosoph und Autor.

## Leben
Iven studierte Philosophie, Staats- und Rechtswissenschaften sowie Psychologie.
Er promovierte 2002 an der Humboldt-Universität zu Berlin mit einer Arbeit zum Thema Wenn etwas Gut ist so ist es auch Göttlich. Die Ethik im Leben Ludwig Wittgensteins.
Seit 2002 arbeitete Iven zunächst in Graz und dann in Wien an der Moritz Schlick Gesamtausgabe mit. Ab 2006 war er wissenschaftlicher Mitarbeiter des Instituts für Philosophie der Universität Rostock, er gehörte zu den Gründungsmitgliedern des Rostocker Zentrums für Logik, Wissenschaftstheorie und Wissenschaftsgeschichte (ZLWWG). Von 2008 bis 2010 hielt Iven mehrere Blockseminare am Rostocker Institut für Philosophie.
Als Mitarbeiter der Rostocker Moritz-Schlick-Forschungsstelle gehörte Iven von 2011 bis 2016 zu den Herausgebern der in diesem Zeitraum von der Akademie der Wissenschaften in Hamburg finanziell geförderten Moritz Schlick Gesamtausgabe. Zudem war er zwischen 2008 und 2013 Mitherausgeber der Schlickiana und ab 2010 bis 2019 Review-Editor der Wittgenstein-Studien.
Iven schreibt regelmäßig Artikel für die Online-Zeitschrift Das Blättchen.

## Vorträge
Iven ist als Vortragender, Kurs- und Exkursionsleiter bei der Urania Potsdam tätig.

## Veröffentlichungen (Auswahl)
- Mathias Iven (Herausgeber), Ilse Somavilla (Herausgeberin): Die Tagebücher der Margaret Stonborough-Wittgenstein, 2024, Studienverlag, ISBN 978-3-7065-6349-9
- Fynn Ole Engler (Herausgeber), Mathias Iven (Herausgeber), Jürgen Renn (Herausgeber): Albert Einstein – Moritz Schlick, Briefwechsel, 2022, Meiner, ISBN 978-3-7873-4117-7
- Mathias Iven (Herausgeber): Ludwig sagt ... Die Aufzeichnungen der Hermine Wittgenstein, (2006) 2015, H-E Verlag, ISBN 978-3-944890-03-6
- Mathias Iven (Herausgeber): Nietzsche und Schopenhauer (Vorlesungen), Moritz Schlick Gesamtausgabe, Band II/5.1, 2013, Springer, ISBN 978-3-7091-1651-7
- Fynn Ole Engler (Herausgeber), Mathias Iven (Herausgeber): Moritz Schlick – Die Rostocker Jahre und ihr Einfluss auf die Wiener Zeit, 2013, Leipziger Uni-Verlag, ISBN 978-3-86583-679-3
- Fynn Ole Engler (Herausgeber), Mathias Iven (Herausgeber): Große Denker, 2013, Leipziger Uni-Verlag, ISBN 978-3-86583-788-2
- Fynn Ole Engler (Herausgeber), Mathias Iven (Herausgeber): Moritz Schlick: Ursprünge und Entwicklungen seines Denkens, 2010, Parerga, ISBN 978-3-937262-94-9
- Mathias Iven: Moritz Schlick. Die frühen Jahre (1882–1907), 2009, Parerga, ISBN 978-3-937262-84-0
- Fynn Ole Engler (Herausgeber), Mathias Iven (Herausgeber): Moritz Schlick: Leben, Werk und Wirkung, 2008, Parerga, ISBN 978-3-937262-82-6
- Mathias Iven (Herausgeber): Lebensweisheit. Versuch einer Glückseligkeitslehre Fragen der Ethik, Moritz Schlick Gesamtausgabe, Band I/3, 2006, Springer, ISBN 978-3-211-29789-6
- Mathias Iven: Rand und Wittgenstein: Versuch einer Annäherung, 2004, Peter Lang GmbH, ISBN 978-3-631-52394-0
- Mathias Iven: Wenn etwas Gut ist so ist es auch Göttlich. Die Ethik im Leben Ludwig Wittgensteins, 2002, Schibri-Verlag, ISBN 978-3-933978-55-4

### ReiheMenschen und Orte
- Mathias Iven, Angelika Fischer: Hermann Hesse in Montagnola, (2007, 2009) 2017, Edition A. B. Fischer, ISBN 978-3-937434-16-2
- Mathias Iven, Angelika Fischer: Virginia Woolf in Rodmell, 2014, Edition A. B. Fischer, ISBN 978-3-937434-58-2

### Reihewegmarken
- Mathias Iven, Angelika Fischer: Das Teufelsmoor des Rainer Maria Rilke, 2023, Edition A. B. Fischer, ISBN 978-3-948114-15-2
- Mathias Iven, Angelika Fischer: Das Paris des Marcel Proust, 2019, Edition A. B. Fischer, ISBN 978-3-937434-84-1
- Mathias Iven, Angelika Fischer: Lebenswege des Friedrich Nietzsche, 2011, Edition A. B. Fischer, ISBN 978-3-937434-34-6